# The Arizona Cowboy
The Arizona Cowboy é um filme norte-americano de 1950, do gênero faroeste, dirigido por R. G. Springsteen e estrelado por Rex Allen e Teala Loring.

## Produção
The Arizona Cowboy é o primeiro dos 19 faroestes B que Rex Allen fez para a Republic Pictures e é também sua estreia no cinema. O filme deu a ele o apelido com que se tornou conhecido -- O Cowboy do Arizona.
Allen interpreta duas canções compostas por ele mesmo: Arizona Waltz e I Was Born in Arizona.
Allen é considerado o último dos cowboys cantores, pois quando iniciou a carreira os faroestes B já estavam sofrendo concorrência direta da televisão e viriam a sucumbir poucos anos depois. Curiosamente, seu último filme na Republic, The Phantom Stallion (1952), foi também o último do gênero produzido pelo estúdio.

## Sinopse
Após a Segunda Guerra Mundial, o astro de rodeio Rex Allen volta para casa e precisa provar que seu pai, Ace Allen, é inocente da acusação de ter roubado 50000 dólares da empresa onde trabalha.

## Elenco
| Ator/Atriz      | Personagem           |
| --------------- | -------------------- |
| Rex Allen       | Rex Allen            |
| Teala Loring    | Laramie Carson       |
| Gordon Jones    | I. Q. Barton         |
| Minerva Urecal  | Cactus Kate Millican |
| James Cardwell  | Hugh Davenport       |
| Roy Barcroft    | Mike Slade           |
| Stanley Andrews | Jim Davenport        |
| Harry Cheshire  | David Carson         |
| Edmund Cobb     | Xerife Fuller        |
| Joseph Crehan   | Coronel Jefferson    |
| Steve Darrell   | Xerife Mason         |